# San Demetrio ne' Vestini
San Demetrio ne' Vestini (ou San Demetrio nei Vestini) est une commune italienne de la province de L'Aquila, dans la région Abruzzes.

## Histoire
Les principales attractions naturalistes de la commune sont les grottes de Stiffe, près du hameau du même nom, et le lac Sinizzo.

## Administration
| Période                                  | Période           | Identité              | Étiquette | Qualité |
| ---------------------------------------- | ----------------- | --------------------- | --------- | ------- |
| 30 mai 2006                              | 21 septembre 2020 | Silvano Cappelli      |           |         |
| 21 septembre 2020                        | En cours          | Antonio Di Bartolomeo |           |         |
| Les données manquantes sont à compléter. |                   |                       |           |         |

### Hameaux
- ville (villas) : Cavantoni, Cardamone, Cardabello, Collarano, San Giovanni, Colle, Villa Grande ;
- frazione : Stiffe.

### Communes limitrophes
Barisciano, Fagnano Alto, Poggio Picenze, Prata d'Ansidonia, Rocca di Mezzo, Sant'Eusanio Forconese, Villa Sant'Angelo.